# Bagua Grande
Bagua Grande è un comune del Perù, situato nella Regione di Amazonas e capoluogo della Provincia di Utcubamba.